# Andreas Brecke
Andreas Bang Brecke, född 14 september 1879 i Fredrikstad, död 13 juni 1952 i Oslo, var en norsk seglare.
Brecke blev olympisk guldmedaljör i segling vid sommarspelen 1912 i Stockholm.